# Hartenstein (Szászország)
Hartenstein település Németországban, azon belül Szászország tartományban. Lakosainak száma 4458 fő (2023. december 31.).

## Népesség
A település népességének változása:
| Lakosok száma | 4606 | 4563 | 4474 | 4486 | 4458 |
|               | 2017 | 2019 | 2021 | 2022 | 2023 |